# Oerel
Oerel est une commune allemande de l'arrondissement de Rotenburg (Wümme), Land de Basse-Saxe.

## Géographie
La commune d'Oerel comprend les quartiers de Barchel, Glinde et Oerel.
|          | Ebersdorf   |             |
| Hipstedt | Oerel       | Bremervörde |
| Basdahl  | Gnarrenburg |             |

La Bundesstraße 74 passe sur son territoire, de même que la ligne de Bremerhaven à Buxtehude.

## Histoire
Oerel est mentionné pour la première fois en 937 sous le nom de "Urhala". Il s'agit d'un acte de donation du roi Otton à l'abbaye de Magdebourg. Le missionnaire Willehad fonde l'église d'Oerel.

## Personnalités liées à la commune
- Agnes Alpers (née en 1961), membre du Bundestag (Die Linke).

## Source, notes et références
- (de) Cet article est partiellement ou en totalité issu de l’article de Wikipédia en allemand intitulé « Oerel » (voir la liste des auteurs).